# Hemirhabdus grimaldii
Hemirhabdus grimaldii är en kräftdjursart som först beskrevs av Richard 1893.  Hemirhabdus grimaldii ingår i släktet Hemirhabdus och familjen Heterorhabdidae. Inga underarter finns listade i Catalogue of Life.